# Жарко Јокановић
Жарко Јокановић (Титово Ужице, 7. мај 1967) српски је писац и сценариста.

## Биографија
Рођен је у Ужицу (тада Титово Ужице), где је одрастао са мајком и баком. У родном граду је завршио основну и средњу школу. Студирао је психологију на Филозофском факултету у Београду.
Као дечак играо је у филму „Ужичка република“, где је запамћен по чувеној реченици: Чико, је л’ сав овај ’лебац твој?
Једно време се бавио политиком. Најпре је био члан Савеза социјалистичке омладине и члан његовог Председништва. Био је и члан Југословенске комисије за сарадњу са УНИЦЕФ-ом и делегат у Скупштини СР Србије. После 1990. године прикључио се покрету Нова демократија, чији је био портпарол, а 1991. године је водио тзв. „Плишану револуцију“, (протест код Теразијске чесме). Исте године на децембарским изборима био је на листи кандидата за Републичке изборе испред Нове демократије и Демократског форума.
Радио је у као сценариста више ТВ пројеката - „Орално доба”, „Звезде певају за њих”, „Вечера код Ланета” и друго. Аутор је и сценарија за ТВ-серије међу којима су: „Џет-сет”, „Тајна наранџасте куће”, „Милеуснићи” и „Сцена на сцени”. Написао је неколико драма од којих су неке сам извођене у позориштима широм Србије: „Згази ме”, „Кокошке”, „Игра истине”, „Чија је моја кожа?” и др. Познат је и по колумнама у листовима „Он“, „Глас“, „Објектив“, „Блиц“, „Политика“ и др.
Аутор је монографије о великом српском сценаристи Синиши Павићу и књиге исповести Јованке Броз.
Сценариста је домаћих серија "Игра судбине" и "Закопане тајне".
Ожењен је глумицом Милицом Милшом.

## Филмографија
| Год.  | Назив            | Улога   |
| ----- | ---------------- | ------- |
| 1974. | Ужичка република | Дечак   |
| 1976. | Ужичка република | Дечак   |
| 2022. | Игра судбине     | матичар |